# José Joaquín Marroquí
José Joaquín Marroquí (1928-Madrid, 10 de febrer de 1998) va ser un realitzador de ràdio i televisió espanyol.

## Biografia
Va començar la seva carrera en la ràdio, en la dècada de 1940 treballant com a guionista per a Ràdio Espanya de Barcelona, treballant en l'adaptació de textos literaris per a la seva emissió dramatitzada, com Los Episodios Nacionales, de Benito Pérez Galdós. El 1965 passa a Radio Nacional de España, emissora en la qual esresponsabilitza del programa d'actualitat La nueva frontera junt amb Joaquín Soler Serrano. Altres espais emblemàics de l'època foren Cartas a mi amigo Adolfo, amb Adolfo Marsillach i La radio marcha, amb Luis del Olmo.
En Televisió espanyola va dirigir els estudis de Miramar. A més, va posar en marxa programes tan populars com Antena infantil (1965), amb els cèlebres Los Chiripitifláuticos o 300 Millones (1977), a més de Protagonista, el hombre (1967), amb Federico Gallo Lacárcel, Ritmo 70 (1970), amb José María Íñigo o Bla, bla, bla (1981), amb Marisa Abad.
L'any 1982, va ser mantenidor de les festes de la localitat d'Almudévar (Osca).

## Premis
- Premis Ondas 1958
- Antena de Oro (1962).